# Toleman TG185
O TG185 é o último modelo da Toleman na categoria da temporada de 1985 da F1.
Condutores: Teo Fabi e Piercarlo Ghinzani. No GP da Alemanha, Fabi largou na pole-position, a primeira do piloto e única da equipe.

## Cronologia do TG185
1985 - TG185: Teo Fabi e Piercarlo Ghinzani

## Resultados[1]
(legenda) (em negrito indica pole position)
| Ano  | Chassi | Motor              | Pneus | Nº | Pilotos            | 1   | 2   | 3   | 4   | 5   | 6   | 7   | 8   | 9   | 10  | 11  | 12  | 13  | 14  | 15  | 16  | Pontos | Posição  |  |
| ---- | ------ | ------------------ | ----- | -- | ------------------ | --- | --- | --- | --- | --- | --- | --- | --- | --- | --- | --- | --- | --- | --- | --- | --- | ------ | -------- |  |
|      |        |                    |       |    |                    |     |     |     |     |     |     |     |     |     |     |     |     |     |     |     |     |        |          |  |
|      |        |                    |       |    |                    | BRA | POR | SMR | MON | CAN | USA | FRA | GBR | ALE | AUT | HOL | ITA | BEL | EUR | RSA | AUS |        |          |  |
| 1985 | TG185  | Hart 415T L4 turbo | P     | 19 | Teo Fabi           |     |     |     | Ret | Ret | Ret | 14† | Ret | Ret | Ret | Ret | 12  | Ret | Ret | Ret | Ret | 0      | NC (15º) |  |
| 1985 | TG185  | Hart 415T L4 turbo | P     | 20 | Piercarlo Ghinzani |     |     |     |     |     |     |     |     |     | DNS | Ret | DNS | Ret | Ret | Ret | Ret | 0      | NC (15º) |  |

† Completou mais de 90% da distância da corrida.